# Elisabeth zur Lippe
Elisabeth zur Lippe (* 9. Juli 1592; † 19. Juni 1646) war gewählte Äbtissin im Stift Freckenhorst. Wegen der widrigen Verhältnisse übte sie ihr Amt aber nicht aus. Ab 1612 wurde sie durch Heirat zur Gräfin von Holstein-Schaumburg.

## Leben
Als Tochter des Grafen Simon VI. zur Lippe (1554–1613) und seiner Gattin Elisabeth von Holstein-Schaumburg (Tochter des Grafen Otto IV. von Holstein-Schaumburg) wurde Elisabeth zur Lippe in einer uralten westfälischen Adelsfamilie geboren.
Im Jahre 1604 verbreitete sich das Gerücht, die Äbtissin Margaretha Elisabeth von Manderscheid-Blankenheim-Gerolstein sei schwer erkrankt. Graf Simon nahm unvermittelt Verhandlungen mit dem Kapitel auf, um die Postulation seiner Tochter als Äbtissin zu sichern. Elisabeth war damals elf Jahre alt und protestantischen Bekenntnisses. Diese Konstellation war durchaus nicht ungewöhnlich. So waren bei der Nominierung und Wahl der Äbtissin Agnes Maria von Limburg-Styrum die gleichen Voraussetzungen gegeben. Am 31. Dezember 1604 wurde Elisabeth von der überwiegenden Mehrheit des Kapitels, jedoch gegen das Votum des Dechanten, postuliert. Die Münsterischen Räte verweigerten ihre Bestätigung durch den Ordinarius. Am 5. März 1605 beschwerte sich Graf Simon darüber, dass auf die Mitglieder des Kapitels unzulässiger Zwang ausgeübt und die Wahl auf den Namen von Elisabeth von Bergh-s’Heerenberg abgeändert worden sei.
Am 12. September 1612 heiratete Elisabeth auf Schloss Brake den Grafen Georg Hermann von Holstein-Schaumburg (1577–1616) aus der Gemener Line. Im Jahre 1614 ging aus dieser Ehe als einziges Kind der Sohn Otto hervor. Nach seinem Tod im November 1640 übernahm Elisabeth selbst die Regierung der Grafschaft Schaumburg. Die Übertragung aller Rechte auf die Grafschaft Schaumburg an ihren jüngeren Bruder Philipp zur Lippe-Alverdissen war die Grundlage für die Schaffung des Landes Schaumburg-Lippe.
Gräfin Elisabeth wurde am 22. September 1646 in Stadthagen beigesetzt.